# An-Nasa'i
An-Nassa'i ou Al-Imam al-Hafidh Abû Abd ar-Rahmân Ahmâd ibn Shu'ayb ibn 'Ali ibn Sinan ibn Bahr al-Khurassani an-Nassa'i (arabe : أبو عبد الرحمن أحمد بن شعيب بن علي بن سنان بن بحر الخراساني النسائي), est né à Nisa dans la province abbasside du Khorassan (actuel Turkménistan) vers 829 (215 AH) et est l'auteur d'un des grands recueils de hadîth : Al-Sunan al-Sughra (en).
À partir de ses quinze ans, il se mit à voyager en quête de science à Baghlan où il fut disciple de Qoutayba ibn Sa'id. Ensuite il se déplaça au Hedjaz, en Égypte, en Irak et au Cham, où il mourut le 28 août 915 (3 safar 303 AH) après avoir été passé à tabac par des fanatiques de Mou'awiya dans la grande mosquée des Omeyyades de Damas.
Ses maîtres :
- Ishaq Ibn Rahwayh (en)
- Abou Dawoud
- Hicham ibn Ammar

## Vie personnelle
An-Nasa'i était polygame, il avait quatre épouses et plusieurs concubines.

## Ses œuvres
Il est considéré par certains plus exigeant dans le processus de l'Isnad que Muslim et Al-Bukhari.
- Al-Sunan al-Sughra (appelé souvent Sunnan an-Nissa'i).
- Musnad Ali.
- Les spécificités d'Ali.
- Kitab At-Tafsir.